# La Orden

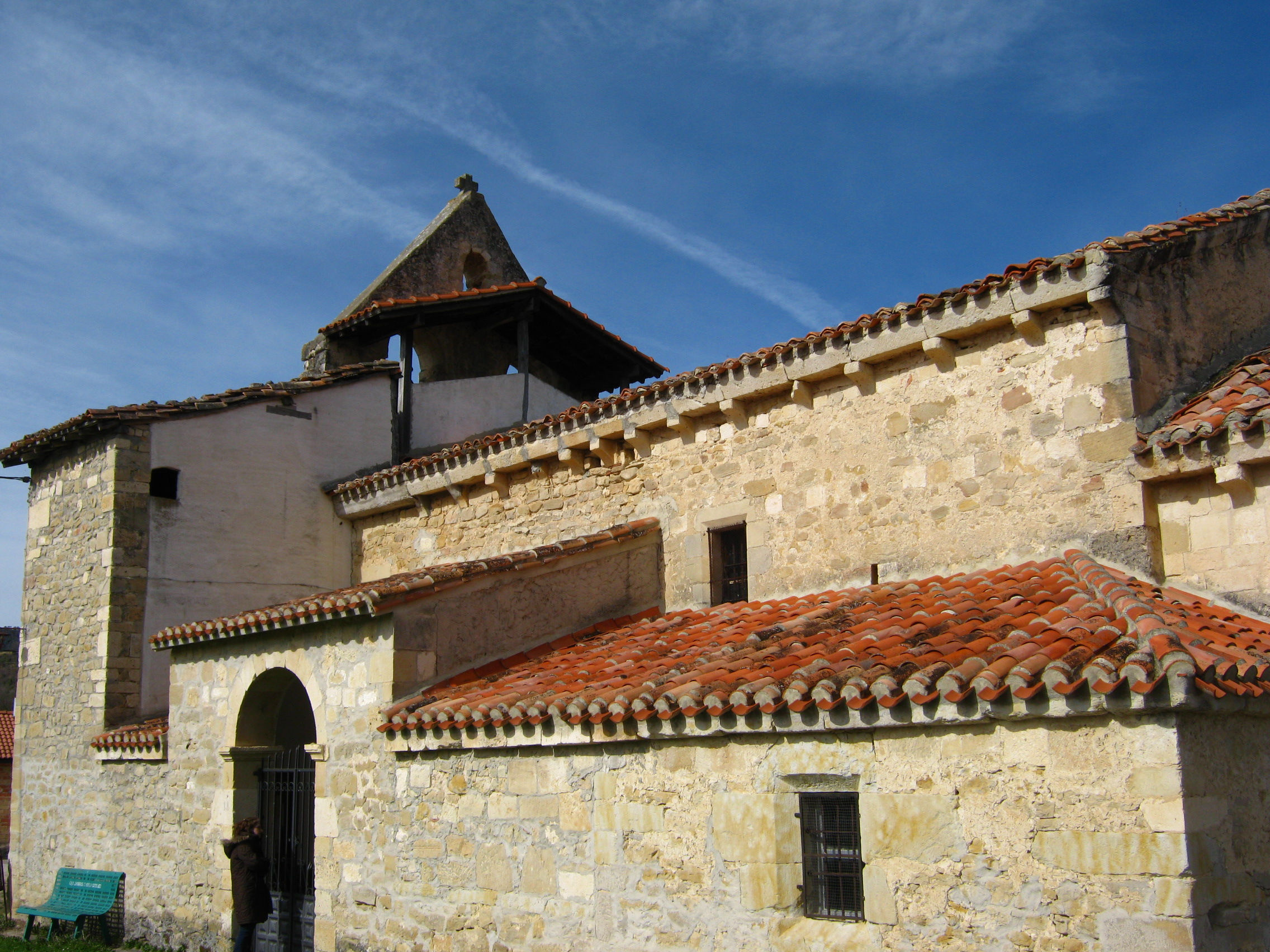
Iglesia de La Orden

La Orden es una localidad situada en la provincia de Burgos, comunidad autónoma de Castilla y León (España), comarca de Las Merindades, partido judicial de Villarcayo, ayuntamiento de Valle de Tobalina.

## Geografía
Está situada en el valle del río Jerea, afluente por la izquierda del Ebro, del cual disfruta de una conocida cascada que forma el río a su paso por esta localidad; a 612 m de altitud, entre la Sierra de Arcena al norte y la Sierra de Pancorbo al sur.; a 32 km de Villarcayo, cabeza de partido, y a 83 de Burgos. Comunicaciones: autobús Poza de la Sal-Bilbao, con parada a 300 m.

## Situación administrativa
En las elecciones locales de 2007 correspondientes a esta entidad local menor concurre una sola candidatura, encabezada por José Antonio Fernández López, independiente en las listas del Partido Popular. En las elecciones locales siguientes (2011) concurre, otra vez, una sola legislatura, de nuevo, en cabezada por José Antonio Fernández López.

## Demografía
En el censo de 1950 contaba con 50 habitantes, reducidos a 16 en 2004 y a 8 en 2007.

## Historia

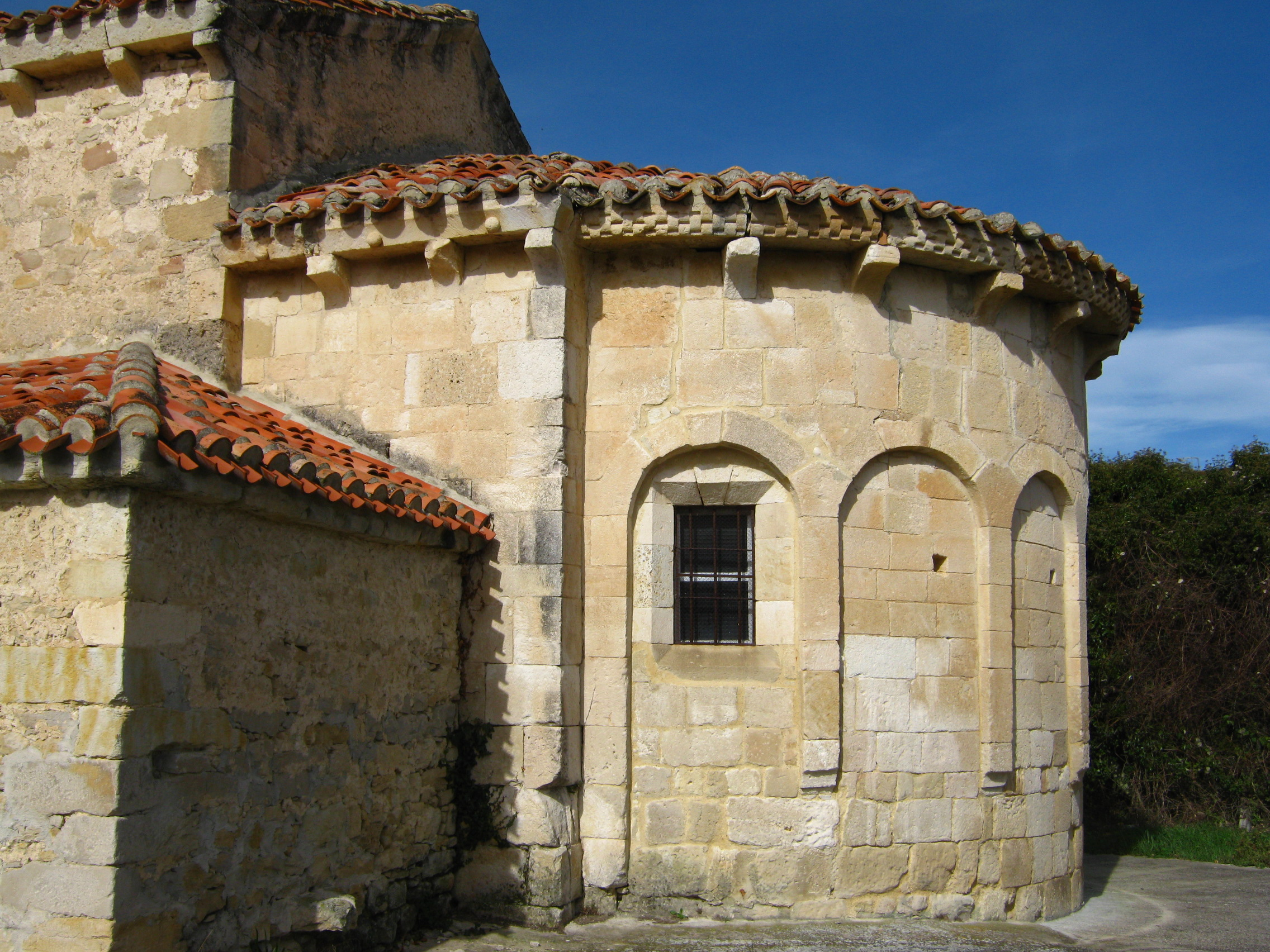
Ábside románico de la iglesia de La Orden

Villa, en el Valle de Tobalina, en el partido de Castilla la Vieja en Burgos, jurisdicción de señorío, ejercida por el Duque de Frías, quien nombraba su alcalde ordinario.
A la caída del Antiguo Régimen queda agregado al ayuntamiento constitucional de Valle de Tobalina, en el Partido de Villarcayo perteneciente a la región de Castilla la Vieja.

## Fiestas y costumbres
El día 16 de septiembre celebran la festividad de Santa Lucía, que se traslada al sábado siguiente.

## Parroquia
Iglesia de San Saturnino Mártir, dependiente de la parroquia de Pedrosa, en el Arciprestazgo de Medina de Pomar, diócesis de Burgos.